# Asura strigulata
Asura strigulata là một loài bướm đêm thuộc phân họ Arctiinae, họ Erebidae.